# Pico Tempestades
El pico de las Tempestades se encuentra en una zona geográfica agitada de los Pirineos españoles.

## Orografía
Se eleva hasta los 3290 metros sobre el nivel del mar. Tiene 72 m de prominencia topográfica. Algunas de las crestas más famosas de la cordillera asedian a esta montaña, separándola de sus vecinos Aneto, Margalida, Russell y Salenques. 

## Ascensión
El pico Tempestades puede ser escalado sin grandes dificultades, siguiendo la vía normal la que remonta el circo de Llosás.